# Colonne de la duchesse d'Angoulême (Saint-Florent-le-Vieil)
Pour l’article homonyme, voir Colonne de la duchesse d'Angoulême (Angoulême).
Pour l’article homonyme, voir Colonne de la duchesse d'Angoulême (Luz-Saint-Sauveur).
 (mars 2012).
Si vous disposez d'ouvrages ou d'articles de référence ou si vous connaissez des sites web de qualité traitant du thème abordé ici, merci de compléter l'article en donnant les références utiles à sa vérifiabilité et en les liant à la section « Notes et références ».
La colonne de la duchesse d'Angoulême est située à Saint-Florent-le-Vieil, en Maine-et-Loire en France.

## Historique
La colonne de la duchesse d'Angoulême a été élevée en 1823 à l'occasion de la venue de Marie-Thérèse de France (1778-1851), fille aînée de Louis XVI et  Marie-Antoinette et duchesse d'Angoulême. Au même moment, le sculpteur David d'Angers réalisait pour l'abbatiale un tombeau néo-classique destiné à abriter les restes du Général Bonchamps qui fut inhumé dans l'église en 1825.
Haute de 15 mètres et construite sur le mont Glonne dans les jardins de l'abbaye de Saint-Florent-le-Vieil, la colonne surplombe la Loire. Elle est constituée d'un socle haut de 2,5 mètres, d'une colonne dorique sur le chapiteau de laquelle repose une couronne de métal. La couronne est constituée d'une base de neuf fleurs de lys, surmontée de quatre dauphins héraldiques faisant arceaux, puis d'une fleur de lys, (couronne des Dauphins de France). Le socle de la colonne est entouré d'une grille métallique et présente sur ses côtés quatre plaques d'ardoise gravées en commémoration de la visite de la duchesse d'Angoulême à Saint-Florent-le-Vieil, lieu symbolique des guerres de Vendée. L'ensemble du monument a fait l'objet d'une restauration dans les années 1970.
Elle est inscrite monument historique depuis 2010.

### Retranscription des inscriptions gravées sur le socle

#### Plaque est, face à l'abbatiale
« Cette colonne fut inaugurée / en présence de la duchesse de Berry / en 1828 / pour rappeler le passage / à St Florent / de la Duchesse d'Angoulême / Le 27 7bre 1823 »

#### Plaque nord, face à la Loire
« Après la bataille de Cholet / l'armée vendéenne / passa la Loire à St Florent / le 18 octobre 1793 »

#### Plaque ouest, face à Notre-Dame du Marillais
« La restauration de ce monument / communale entreprise en 1856 au moyen d'une / souscription publique sous les auspices / de l'association BRETONNE-ANGEVINE et / laissée inachevée a été terminée / en 1899 / par Mr Ernest GAZEAU / qui a donné la couronne »

#### Plaque sud
« Inscriptions détruites en 1830 / façade: Les vendéens à son Altesse / royale Madame la Duchesse d'Angoulême. / Côté Ouest : DIEU et le ROI / Côté Nord : Hommage d'amour et de / reconnaissance à l'auguste / fille de Louis XVI; qui / par sa présence est venue / vénérer la mémoire des braves / et la fidélité de ceux qui / leur ont survécu. / Côté Sud : pro DEO et REGE »